# Versus Alvin Karpis
Versus Alvin Karpis (título original: The F.B.I. Story: The FBI Versus Alvin Karpis, Public Enemy Number One) es un telefilme estadounidense de drama de 1974, dirigido por Marvin J. Chomsky, escrito por Calvin Clements Jr., musicalizado por Duane Tatro, en la fotografía estuvo Jacques R. Marquette y los protagonistas son Robert Foxworth, David Wayne y Kay Lenz, entre otros. Este largometraje fue producido por Quinn Martin Productions (QM) y Warner Bros. Television; se estrenó el 8 de noviembre de 1974.

## Sinopsis
J. Edgar Hoover y el FBI se encuentran persiguiendo a un conocido ladrón de bancos y raptor, Alvin Karpis, que cuenta con el apoyo de su banda.